# Horno de La Riera
El alto horno de La Riera fue el primer alto horno moderno construido en España, en el concejo asturiano de Langreo, en el siglo XVIII. Sin embargo, nunca llegó a funcionar a pleno rendimiento debido a una explosión.

## Ubicación
El complejo industrial se ubicaba junto al arroyo de El Viso y el río Nalón, cerca de la actual población de Frieres, en la parroquia de Riaño (Langreo). Su ubicación se debió a la cercanía del río Nalón, por donde bajaban chalanas con mineral de carbón procedente del valle. No se han localizado con exactitud los restos de dicho horno, a pesar de las exhaustivas descripciones que se conservan.

## Historia

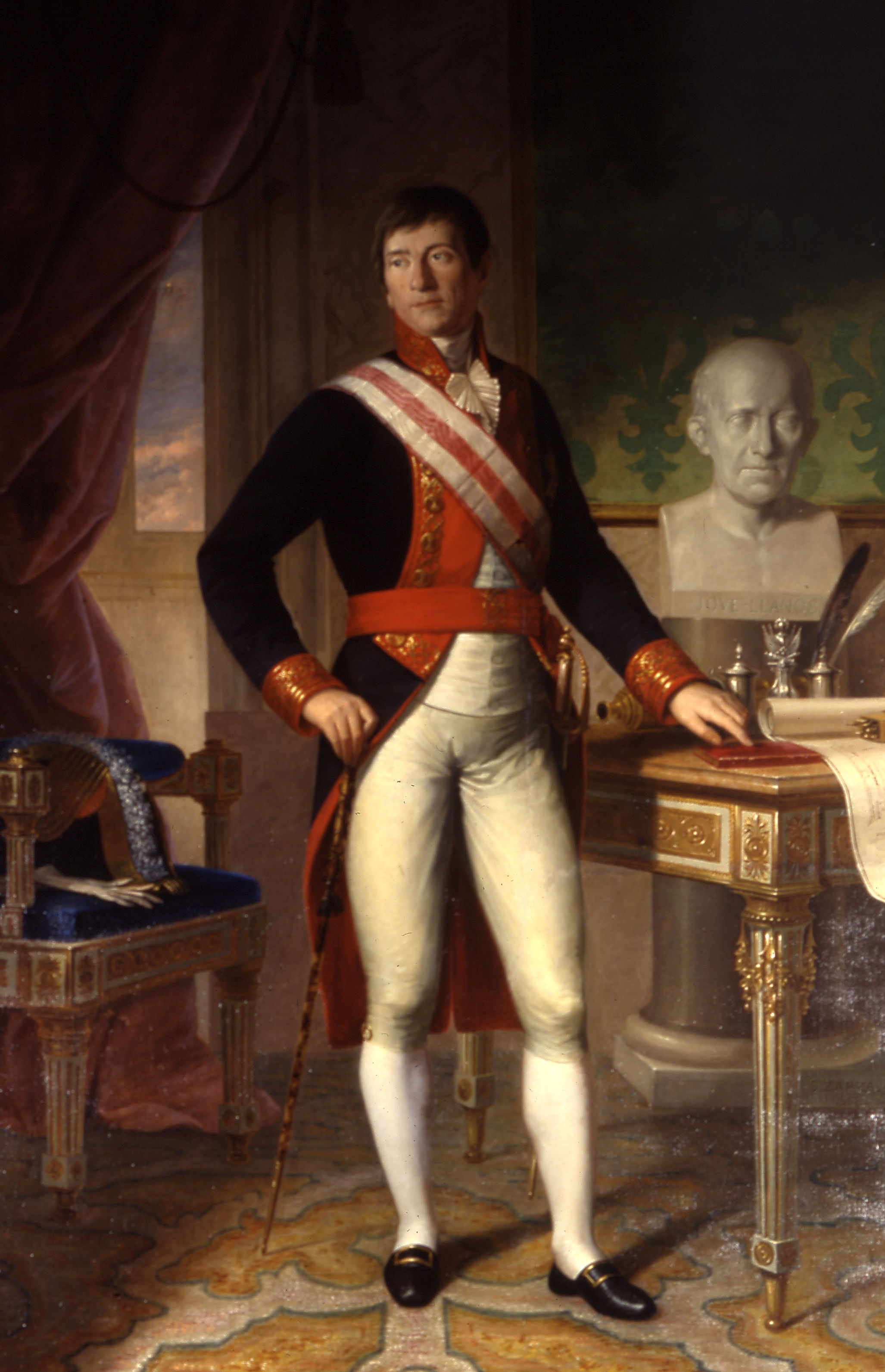
Fernando Casado de Torres, impulsor del proyecto

El horno fue impulsado por el ingeniero de Marina Fernando Casado de Torres, comenzando las obras en noviembre de 1792. Venía a aprovechar las pequeñas minas de la zona, abiertas por el sacerdote José Muñiz Riera y pertenecientes a las Reales Minas de Langreo. El proyecto contemplaba un horno para producir coque de origen mineral (horno de carbonización). Para dirigirlo contó con la colaboración de Jerónimo Tavern.
En noviembre de 1792 comenzó su construcción y pocos meses después estaba acabado. En 1793 Gaspar Melchor de Jovellanos visita la obra y da una buena impresión de la misma, aunque no estaba de acuerdo en la canalización del Nalón hasta San Esteban de Pravia y apostaba por la construcción de una carretera hasta Gijón. 
El propio casado de Torres enfermó al inspeccionar el interior del horno, al respirar aire contaminado. Sin embargo en la noche del 5 de octubre de 1794 el horno explotó, resultando varios muertos y heridos. Con esto, y debido también a la gran riada del Nalón de 1803, el proyecto quedó totalmente olvidado. 
La industria de Langreo no encontró continuidad en este horno. Las primeras instalaciones industriales se ubicarían en La Felguera en 1856, una vez construida la Carretera Carbonera y el Ferrocarril de Langreo.